# Klin nad Bodrogom
Klin nad Bodrogom este o comună slovacă, aflată în districtul Trebišov din regiunea Košice. Localitatea se află la altitudinea de 97 m deasupra n.m., se întinde pe o suprafață de 3,65 km2 și în 2017 număra 201 locuitori.

## Istoric
Localitatea Klin nad Bodrogom este atestată documentar din 1378.

## Demografie
| An:                | 1994 | 2004   | 2014   | 2024    |
| ------------------ | ---- | ------ | ------ | ------- |
| Număr de persoane: | 206  | 194    | 212    | 185     |
| Diferență:         |      | −5,82% | +9,27% | −12,73% |

| An:                | 2023 | 2024 |
| ------------------ | ---- | ---- |
| Număr de persoane: | 185  | 185  |
| Diferență:         |      | +0%  |